# ФК Брейдаблик
Брейдаблик (на исландски: Breiðablik) е исландски футболен отбор от град Коупавогюр. Основан е през 1950 година. Клубните цветове са в зелено. Играе домакинските си мачове на стадион „Коупавогсвьотлюр“ с капацитет 3009 зрители.

## Успехи
- Исландска висша лига
  -  Шампион (3): 2010, 2022, 2024
  -  Вицешампион (4): 2012, 2015, 2018, 2019.
  -  Бронзов медал (1): 1983
- Купа на Исландия
  -  Носител (1): 2009
  -  Финалист (2): 1971, 2018.
- Купа на Лигата
  -  Носител (1): 2013, 2015
  -  Финалист (2): 1996, 2009, 2010, 2014.
- Суперкупа на Исландия
  -  Носител (1): 2023
  -  Финалист (2): 2010, 2011